# 1655年瑞典

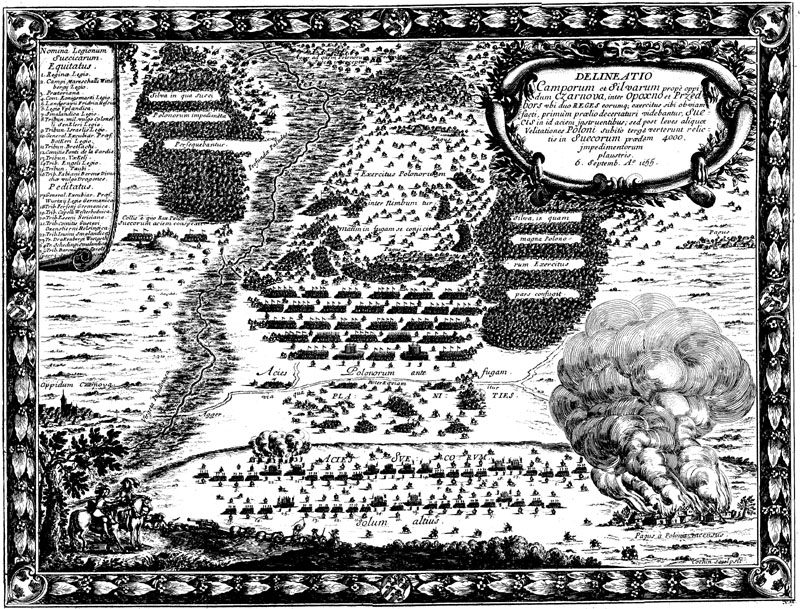
Dahlbergh Bitwa Żarnowiec

本列表列出1655年瑞典發生的重要事件。

## 在位统治者
- 瑞典君主：卡爾十世·古斯塔夫

## 事件
- 国王卡尔·古斯塔夫十世于1655年召集瑞典議會，并提出他的大削减计划，旨在将自1632年由皇家赐予贵族的所有领地削减四分之一。[1]
- 大洪水时代
- 8月23日 - 索伯塔之战
- 9月16日 - 扎尔努夫之战
- 9月20日 – 9月30日 - 马佐夫舍地区新庄园之战
- 10月3日 - 沃伊尼奇之战

## 著名人物出生
- 1月 - 科尔内利乌斯·安高斯特赫恩，海军上将（1714年去世）
- 卡尔十一世，瑞典国王（1697年去世）
- 戴维·冯·克拉夫特，画家（1724年去世）

## 著名人物离世
- 3月28日 - 勃兰登堡的玛利亚·伊丽欧诺拉，瑞典王太后
- 安娜·奥维纳·霍耶，作家
- 克里斯蒂安·图姆，演员/剧作家